# Paragomphus nyasicus
Paragomphus nyasicus là một loài chuồn chuồn ngô thuộc họ Gomphidae. Nó được tìm thấy ở Malawi và có thể Zimbabwe. Môi trường sống tự nhiên của chúng là hồ nước ngọt. Nó bị đe dọa do mất môi trường sống.